# Stari Krim
Stari Krim (rusko Старый Крым, ukrajinsko Старий Крим, krimsko tatarsko Eski Qırım) je majhno zgodovinsko mesto na vzhodu polotoka Krim, približno 25 km zahodno Feodozije. Leta 2014 je imel 9277 prebivalcev.

## Imena
V 13. stoletju je bilo  mesto znano kot Solhat (Solhad, Solgad, Ṣulġāt, صلغات) ali Krim (Qrım, al-Qirim, القرم). Do 13. stoletja nobeno od imen ni dokazano, čeprav egiptovski pisec Al Kalkašandi trdi, da je ime Solhat starejše in datira v obdobje pred mongolskimi osvajanji. Nekateri domnevajo, da je ime povezano z grško Kolhido.
Izvor nobenega od imen ni v celoti pojasnjen. Ime Solhat morda izhaja celo iz italijanskega imena Solcati (solcata pomeni žleb, jarek ali okop). Druga teorija pravi, da izhaja iz imena armenskega samostanskega kompleksa v Starem Krimu, zgrajenega leta 1338, ki se je imenoval Surb Hač (armensko Սուրբ Խաչ, 'Sveti križ').
V 14. stoletju sta se vzporedno uporabljali obe imeni, v zgodnjem 15. stoletju pa je začelo prevladovati ime Qırım. Pred mongolskimi osvajanji je v grški hagiografiji omenjena trdnjava Fulla ali Fullai (grško Φούλλα ali Φούλλαι) kot rezidenca hazarskega guvernerja vzhodnega dela polotoka Krima. Nekateri viri jo istovetijo  s trdnjavo Čufut-Kale v Bahčisaraju. Hagiografija omenja tudi Sugdajo (Sudak), ki je verjetno istovetna s Solgatom.
Ime Qirim bi lahko izhajalo iz starega imena Cimmerium, ki je dobilo ime po Kimerijcih. Kerški preliv se je v rimskih časih po bližnjem mestu Cimmerium imenoval Bosporus Cimmerius (Ptolemaj, Strabon). Polotok, na katerem je stalo mesto, se je imenoval Promontorium Cimmerium (grško Κιμμέριον ἄκρον, Kimmérion ákron). Ime Krim je zelo verjetno popačenka imena Cimmerium. Obstajajo tudi druge razlage, na primer da izhaja iz grškega izraza Kremnoi (Κρημνοί), ki pomeni 'čer', 'kleč' ali 'pečino',  ali da je mongolskega izvora.
Po mestu je dobil ime Krimski kanat, kasneje pa cel polotok Krim, najprej kot alternativa imena Tavris ali Tavriški polotok, ki se je od 17. stoletja uporabljalo v zahodnoevropskih jezikih.
Po priključitvi Krima k Ruskemu imperiju med vladavino Katarine II. Velike leta 1783 se je mesto preimenovalo v Stari Krim ali Staroj Krim (po turškem Eski, 'star'). Mesto se je uradno imenovalo Levkopol (iz grškega Leukopolis, Belo mesto), vendar se ime nikoli ni prijelo, verjetno zaradi podomačenega starega imena.

## Zgodovina
Na mestu Starega Krima je pred invazijo Mongolov verjetno stala hazarska trdnjava. Mongoli pod Batu kanom so mesto utrdili in ga izbrali za glavno mesto Krimske jurte, province Zlate horde in sedež krimskega emirja. 
Do leta 1270 je bil Krim vas ob trdnjavi, v 14. stoletju pa se je razvil v cvetoče mesto. Seldšuški sultan Kejkavus II. je dal okrog leta 1265 Krim v fevd Tatarom. Od leta 1287/1288 se je na Krimu koval tatarski denar. Isto leto je prišel na Krim egiptovski arhitekt, da bi zgradil mošejo, imenovano po egiptovskemu sultanu.
Iz tega obdobja sta Uzbeg kanova mošeja, zgrajena leta 1314 in ruševine medrese, zgrajene leta 1332. Cvetoče mesto je bilo v dinastični vojni Menglija Geraja v poznem 15. stoletju popolnoma uničeno. Zgleda, da je bil Stari Krim nekaj let prestolnica novoustanovljenega Krimskega kanata, ker se je v njem koval denar do leta 1517. Potem pa je kanat postal vazal Osmanskega cesarstva in prestolnica se je preselila v Bahčisaraj. Stari Krim je začel propadati in skoraj utonil v pozabo. Po ruski osvojitvi Krima v 1770-ih letih je Stari Krim dobil grško ime Levkopol (Leukopolis), v rabi pa je ostalo njegovo staro utečeno ime.
Stari Krim je ponovno zaslovel, ko se je vanj preselil slavni ruski pisec Aleksander Stepanovič Grin. V mestu je njemu posvečen muzej. V mestu je bil tudi pomemben sanatorij za srčna obolenja, ki ga je vodil srčni kirurg Nikolaj Amosov.
Stari Krim je od 1991 del Avtonomne republike Krim v samostojni Ukrajini. Od leta 2014 je mesto pod mednarodno nepriznano rusko okupacijo.

## Cerkvena zgodovina
Kot Phulli je bil ena od škofij od Rimskega cesarstva odvisnega Bosporskega kraljestva. Škofija je propadla in bila uradno ponovno ustanovljena leta 1929 kot rimskokatoliška naslovna nadškofija z italijanskim imenom Fulli.
Mesto škofa je že več desetletij prazno, med vršilci dolžnosti v rangu nadškofa pa so bili:
- Francis Joseph Beckman (11. november 1946 – 17. oktober 1948)
- Gabriele M. Reyes (25. avgust 1949 – 13. oktober 1949)
- Pasquale Mores (31. januar 1950 – 15. maj 1960)
- Willem Pieter Adrian Maria Mutsaerts (27. junij 1960 – 16. avgust 1964)

## Galerija
- Uzbek kanova mošeja
- Armenski samostan Surb kač
- Zdravilišče Stari Krim